# Rio Canalul Morilor (Vărșand)
O Canalul Morilor é um rio da Romênia, afluente do Crișul Alb, localizado no distrito de Arad.